# Casuarictin
Casuarictin es un elagitanino, un tipo de tanino hidrolizable. Se puede encontrar en especies de Casuarina y Stachyurus.
Se forma a partir de dos unidades de ácido hexahydroxydiphenico y uno de ácido gálico enlazados a una molécula de glucosa.
La molécula se forma a partir tellimagrandin II , en sí forma a partir de la glucosa pentagalloyl a través de la oxidación. Casuarictin se transforma en pedunculagina mediante la pérdida de un grupo galato, y después en castalagina través de la abertura del anillo piranosa glucosa. 

## Oligomeros
Sanguiin H-6 es un dimero, Lambertianin C es un trimero y lambertianin D es untetramero de casuarictin.